# Ctenosaura
Ctenosaura är ett släkte av ödlor. Ctenosaura ingår i familjen leguaner.
Arter enligt Catalogue of Life:
- Ctenosaura acanthura
- Ctenosaura alfredschmidti
- Ctenosaura bakeri
- Ctenosaura clarki
- Ctenosaura defensor
- Ctenosaura flavidorsalis
- Ctenosaura hemilopha
- Ctenosaura melanosterna
- Ctenosaura oaxacana
- Ctenosaura oedirhina
- Ctenosaura palearis
- Ctenosaura pectinata
- Ctenosaura quinquecarinata
- Ctenosaura similis

The Reptile Database listar ytterligare 3 arter i släktet:
- Ctenosaura conspicuosa
- Ctenosaura macrolopha
- Ctenosaura nolascensis